# 벨마 브론 존스턴

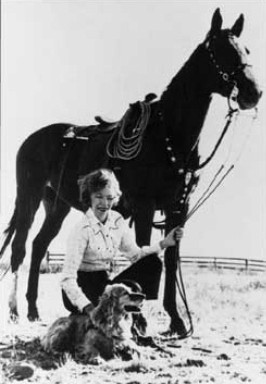
자신의 말과 개와 함께 있는 벨마 브론 존스턴

벨마 브론 존스턴(Velma Bronn Johnston, 1912년 3월 5일 - 1977년 6월 27일)은 야생마 애니(Wild Horse Annie)로 널리 알려진 동물보호 활동가이다. 그는 공유지 내에서 이뤄지고 있던 머스탱과 떠돌이 나귀의 무차별적 사냥을 막기 위해 비행기나 자동차를 이용한 사냥을 비롯한 비인도적 사냥을 금지하도록 청원하였다.

## 생애
1912년 3월 5일 네바다주 리노에서 아버지 조저프 브론과 어머니 거트루드 클레이 사이에서 태어났고 가족의 목장인 "레이지 허트 목장"(Lazy Heart Ranch, 게으른 마음의 목장)에서 자랐다. 1923년 소아마비에 걸려 6개월을 앓았다.
찰스 존스턴과 결혼한 뒤 부모의 목장을 물려 받아 "더블 레이지 허트 목장"(Double Lazy Heart Ranch, 두배로 게으른 마음의 목장)이라 불렀다.
존슨턴은 보험 회사의 비서로도 일했다.
1977년 6월 27일 폐암으로 사망하였고 부모와 남편 그리고 형제가 함께 묻혀 있는 가족 묘지에 안장되었다.

## 떠돌이 말의 인도적 처우를 위한 투쟁
1950년 어느 날 존스턴은 출근길에 차를 몰다 어느 트럭 뒤를 쫓아 가게 되었다. 트럭엔 말들이 한 가득 실려 있었는데 뒤로는 피가 줄줄 새어 나오고 있었다. 존스턴은 트럭을 쫓아 도축장까지 따라갔다. 그들은 네바다주 버지니아 산지에서 공유지 사유지를 가리지 않고 떠돌이 말을 잡아 도축장에 넘기고 있었다. 존슨은 떠돌이 말의 포획과 수송이 보다 인도적이어야 한다는 운동을 시작했다.
존슨턴과 네바다주 상원 의원 워터 베어링이 운동을 시작했을 당시 네바다주는 주가 소유한 공유지나 사유지에서 비행기나 자동차를 이용한 떠돌이 말 포획을 허용하고 있었다. 네바다주 법률은 주 경계 안의 모든 떠돌이 말을 주의 재산으로 규정하고 있었지만, 네바다주 면적의 85%에 달하는 토지가 국토관리국과 미국 산림청 소속의 연방 국유지였기 때문에 실제로는 떠돌이 말을 연방 국유지에서 몰아 낸 뒤 사냥이 이루어졌다. 존스턴은 네바다주가 비인도적 사냥을 금지하는 법률을 만든 뒤로도 미국 서부 전역에서 떠돌이 말에 대한 비인도적 사냥을 금지시키는 운동을 계속하였다. 그는 학생들이 쓴 수 많은 편지를 미국 국회 양원의 의원들에게 보내는 청원 운동을 벌였다. 그 결과 1959년 9월 8일 미국 의회는 공공 법률 86-234호를 제정하여 미국 전역에서 물에 독을 풀거나 비행기 또는 자동차를 타고 떠돌이 말을 사냥하는 행위와 그렇게 사냥한 말을 도축장에 팔아 넘기는 행위를 금지하였다. 존스턴은 캠페인 중에 "야생마 애니"라는 이름으로 알려졌고, 이에 따라 이 법률안에도 "야생마 애니 법"이라는 별칭이 붙었다.
"야생마 애니 법"의 통과 이후로도 떠돌이 말에 대한 사냥 자체가 금지된 것은 아니었고 네바다를 비롯한 미국 서부에서 머스탱이 사는 지역은 상당 부분 개인의 목장으로 지정된 사막 지역이었기 때문에 사유지에서의 사냥은 계속되었다. 존스턴은 이 마저도 막기 위한 켐페인을 계속 하였다. 1971년 미국 의회는 1971년 야생 및 떠돌이 말과 나귀 법(공공 법률 92-195호)을 제정하여 이들 동물을 사로잡거나 상처를 입히거나 동요를 일으키는 행위를 금짛였다. 1971년 12월 15일 미국 대통령 리처드 닉슨이 법안에 서명하여 공포되었다.

## 대중적 관심
- 1959년 잡지 《타임》은 표지 인물로 존스턴을 선정하였다.[8]

- 1961년 미국 드라마 《어울리지 않는 사람들》에 존스턴의 떠돌이 말 보호 이야기가 소재로 쓰였다.

## 참고 문헌
- Marguerite Henry (1966). Mustang. Wild Spirit of the West. Chicago: Rand McNally & Company. (children's lit)
- David Phillips (2017). “Wild Horse Country: The History, Myth, and Future of the Mustang.” W. W. Norton & Co.
- Alan J. Kania (2012). "Wild Horse Annie: Velma Johnston and her Fight to Save the Mustang." University of Nevada Press.
- Deanne Stillman (2008). "Mustang: The Saga of the Wild Horse in the American West." Houghton Mifflin.
- Mitchell Bornstein (2015) "Last Chance  Mustang". New York: St. Martin's Press.